# كاسبر أنكيرجرين
كاسبر أنكيرجرين (بالدنماركية: Casper Ankergren)‏ (9 نوفمبر 1979 في الدنمارك - ) هو لاعب كرة قدم دانمركي في مركز حراسة المرمى. شارك مع منتخب الدنمارك تحت 17 سنة لكرة القدم ومنتخب الدنمارك تحت 21 سنة لكرة القدم. أما مع النوادي، فقد لعب مع برايتون أند هوف ألبيون وليدز يونايتد ونادي بروندبي وKøge Boldklub ‏.

## وصلات خارجية
- كاسبر أنكيرجرين على موقع قاعدة بيانات كرة القدم.إي يو (الإنجليزية)
- كاسبر أنكيرجرين على موقع Soccerbase.com (لاعب) (الإنجليزية)